# كريستين نسبيت
كريستين نسبيت (بالإنجليزية: Christine Nesbitt)‏ (و. 1985  م) هي متزلجة كندية، ولدت في ملبورن، شاركت في الألعاب الأولمبية الشتوية 2006، والتزلج السريع في الألعاب الأولمبية الشتوية 2010 - سيدات 1000 متر ‏، والألعاب الأولمبية الشتوية 2014، والألعاب الأولمبية الشتوية 2010، وتزلج سريع في الألعاب الأولمبية الشتوية 2006 – سيدات سباق المطاردة الفرقية ‏.
.

## جوائز
حصلت على جوائز منها:
- جائزة أوسكار ماتيسين [الإنجليزية]‏ (2012).

## روابط خارجية
- كريستين نسبيت على موقع SpeedSkatingBase.eu (الإنجليزية)
- كريستين نسبيت على موقع SpeedSkatingNews.info (الإنجليزية)
- كريستين نسبيت على موقع SpeedSkatingStats.com (الإنجليزية)
- كريستين نسبيت على موقع اللجنة الأولمبية الدولية (الإنجليزية)
- كريستين نسبيت على موقع أوليمبيديا (الإنجليزية)
- كريستين نسبيت على موقع اللجنة الأولمبية الكندية (الإنجليزية)